# Лаге
Лаге (нем. Laage) — город в Германии, в земле Мекленбург-Передняя Померания.
Входит в состав района Гюстров. Подчиняется управлению Лаге. Население составляет 5,7 тыс. человек (2009); в 2003 г. - 4,9 тысяч. Занимает площадь 81,27 км². Официальный код  —  13 0 53 047.